# سورن فريدريكسن
سورن فريدريكسن (بالدنماركية: Søren Frederiksen)‏ هو لاعب كرة قدم دنماركي في مركز الهجوم، ولد في 7 أغسطس 1989 في Sønderborg ‏ في الدنمارك. شارك مع منتخب الدنمارك تحت 21 سنة لكرة القدم. أما مع النوادي، فقد لعب مع ناتدبيرنوفيلاغ ريكيافيكور ونادي أوبه ونادي سوندرييسكه ونادي فايله ونادي فيبورج ونادي كوبنهاغن.

## وصلات خارجية
- سورن فريدريكسن على موقع قاعدة بيانات كرة القدم.إي يو (الإنجليزية)
- سورن فريدريكسن على موقع Soccerway.com (الإنجليزية)
- سورن فريدريكسن على موقع عالم كرة القدم.نت (الإنجليزية)
- سورن فريدريكسن على موقع AS.com (الإسبانية)